# Safsaf El Ouesra
Safsaf El Ouesra (în arabă صفصاف الوسرة) este o comună din provincia Tébessa, Algeria.
Populația comunei este de 6.074 de locuitori (2008).